# شارون (پنسیلوانیا)
شارون (به انگلیسی: Sharon) شهری در ایالت پنسیلوانیا کشور ایالات متحده آمریکا است که جمعیت آن در سرشماری سال ۲۰۱۰ میلادی، ۱۴٬۰۳۸ نفر بوده‌است.